# Asola
Asola – miejscowość i gmina we Włoszech, w regionie Lombardia, w prowincji Mantua.
Według danych na rok 2004 gminę zamieszkiwały 9383 osoby, 128,5 os./km².

## Miasta partnerskie
- Leingarten
- Lésigny